# Tarcal (keresztnév)
A Tarcal – Ladó János és Bíró Ágnes szerint – ismeretlen eredetű régi magyar személynév.
Czuczor Gergely és Fogarasi János a ma Borsod–Abaúj–Zemplén vármegyei Tarcal település nevének eredetét Turzol, kun fejedelemig, illetve a mongol turcsighol (kémlelő stb.) kifejezésre vezeti vissza. A Névtelen Jegyző megszólítás e helyen is Anonymusra vonatkozik.
„A Névtelen Jegyző szerént Tarczal városa vagyis az ezt északról fedező hegy Turzol kún vezértől vette nevezetét, kit Árpád a föld kikémlése végett küldött, és a föntebbi hegyre legelső lovagolt fel. Turcsighol a mongolban csakugyan azt teszi: kémlés végett küldött követ (un envoyé pour faire une reconnaisance); a torokhangok a szók közepén a mongolban, különösen a kalmuk s más szójárásban számtalanszor kiesnek; így khagán máskép: khán; baghatur, a mandsuban batoru, magyarul: bátor; daghari (seb a lovak, öszvérek stb. hátán), a mandsuban darin, magyarul: túr; tehát Turcsighol is máskép: Turczol (a cz rendszerént csak i előtt cs) tökéletesen egyezik a Névtelen Jegyző Turzol szavával, sőt még jelentésében az egyén feladatával vagy foglalkodásával is.”
A mondottak szerint a Tarcal keresztnév eredete a mongol turcsighol kifejezésre vezethető vissza.

## Gyakorisága
Az 1990-es években szórványos név, a 2000-es években nem szerepel a 100 leggyakoribb férfinév között.

## Névnapok
- február 25.